# Normetanefrină
Normetanefrina este un metabolit al noradrenalinei creat prin acțiunea catecol-O-metil transferazei asupra noradrenalinei. Aceasta este excretată în urină și poate fi găsită în anumite țesuturi. Molecula este un marker pentru tumori secretoare de catecolamină, precum feocromocitomul.

Degradarea noradrenalinei. Normetanefrina este ilustrată în partea din stânga sus. Enzimele sunt încadrate de chenare

.